# كأس الاتحاد الإنجليزي 1911–12
كأس الاتحاد الإنجليزي 1911–12 (بالإنجليزية: 1911–12 FA Cup)‏ هو الموسم 41 من  كأس الاتحاد الإنجليزي. أقيم خلال الفترة 9 سبتمبر 1911 وحتى 24 أبريل 1912، والذي يشرف على تنظيمه الاتحاد الإنجليزي لكرة القدم، وكان عدد الأندية المشاركة فيه  64، وفاز فيه نادي بارنسلي.

## نتائج الموسم
| المركز | فريق         | لعب | ف | ت | خ | له | عليه | ف.أ | نقاط | ملاحظة |
| ------ | ------------ | --- | - | - | - | -- | ---- | --- | ---- | ------ |
|        | نادي بارنسلي |     |   |   |   |    |      |     |      |        |